# Пінор
Пінор (валл. Pinner), відповідно до твору Джефрі Монмутського, король Логрії (482—434 до н. е.), однієї з областей Британії, учасник громадянської війни за спадок Міфічного короля Британії Поррекса I.